# ヤーダヴァ朝

ヤーダヴァ朝

13世紀ごろの南インド。諸王朝のおおよその最大版図を示す。

ヤーダヴァ朝（ヤーダヴァちょう、Yadava dynasty）とは、12世紀末から14世紀初頭にかけてインドのデカン地方、現マハーラーシュトラ州を中心に存在したヒンドゥー王朝（9世紀 - 1317年）。9～12世紀まではセーヴナプラを本拠としていたため、セーヴナ朝（Sevuna dynasty）とも呼ばれる。首都はセーヴナプラ、デーヴァギリ（デーオギリともいう）。

## 歴史

### 後期チャールキヤ朝からの独立
ヤーダヴァ朝の名「ヤーダヴァ」は月種族ヤドゥの子孫ということを意味するが、同時代の史料では常に家名の「セーヴナ」と呼ばれている。ヤーダヴァ朝はラーシュトラクータ朝、後期チャールキヤ朝の封臣（諸侯）で、9世紀から12世紀まではセーヴナプラを本拠としていた。
12世紀末、ビッラマ5世は後期チャールキヤ朝が王位継承争いで衰退しているのに乗じて、デーヴァギリを都に定め、勢力を拡大した。後期チャールキヤ朝のソーメーシュヴァラ4世が1184年にカリヤーニの実権を握っていたカラチュリ家から実権を取り戻すと、1185年頃にソーメーシュヴァラ4世を攻撃して、これをカリヤーニから追放し、独立に成功した。

### 強大化・近隣諸国との争い
しかし、後期チャールキヤ朝に止めをさしたホイサラ朝のバッラーラ2世と激しく争い、後期チャールキヤ領の南側は確保できなかった。北方では、ビッラマ5世はマールワーとグジャラートに軍を送ったが、次のジャイトゥギの治世には東方のカーカティーヤ朝にも遠征した。
シンガナ2世のときは全盛で、デカン地方一帯のみならず王朝の勢力はさらに拡大された。南方はホイサラ朝との幾度かの戦いでカーヴェーリ川上流域までのホイサラの地を蹂躙し、北西方ではグジャラート、西方はゴアを制した。だが、東南方はカーカティーヤ朝のガナパティ・デーヴァによって勢力拡大を阻止された。
シンガナ2世の曾孫ラーマチャンドラ（ラーマデーヴァ）はホイサラ朝を攻め、その首都ドーラサムドラを包囲したが、反撃によって大敗を喫した。

### ハルジー朝による属国化と滅亡
1294年にハルジー朝のアワド州長官であったアラー・ウッディーン・ハルジーはヤーダヴァ朝の首都デーヴァギリを攻撃し、ラーマチャンドラにハルジー朝への貢納を約束させ、多くの戦利品を持ち帰った。この富はアラー・ウッディーンが叔父ジャラールッディーン・ハルジーを殺害した際、多くの貴族や兵士を買収するのに役立った。
やがて、ラーマチャンドラはしだいに貢納を怠るようになったので、1307年にアラー・ウッディーンは マリク・カーフールをデカンに遣わして、ヤーダヴァ朝の首都デーヴァギリを落とした。降伏したラーマチャンドラは捕虜としてデリーへ連行され、アラー・ウッディーンと面会して臣従を約束すると、ハルジー朝は「ラーイ・ラーヤーン」の称号を彼に与え、王の象徴でもある金色の天蓋と多額の下賜品を贈って帰国を許した。また、グジャラートの一地区も与えられた。
この一連の出来事はヤーダヴァ朝に大きな影響を与え、ラーマチャンドラの娘の一人がアラー・ウッディーンにとつぐなど同盟者の形式はとられたが、事実上ハルジー朝支配下の属国となった。また、デーヴァギリはマリク・カーフールがのちにカーカティーヤ朝とホイサラ朝を攻めた際、ハルジー朝の拠点となった。
1311年、ラーマチャンドラが治世40年目で死ぬと、息子のシャンカラデーヴァはハルジー朝の支配に反抗する態度を取った。だが、1313年にマリク・カーフールがデカン地方に遠征し、シャンカラデーヴァを敗死させた。この結果、ラーマチャンドラの娘婿ハラパーラデーヴァが王位を継承したが、彼の帰還後に独立を宣言した。
1316年、ハルジー朝のアラー・ウッディーンが亡くなると、子のクトゥブッディーン・ムバーラク・シャーがデリーのスルターンを継ぎ、その過程でマリク・カーフールは殺害された。
1317年、ハラパーラデーヴァが反旗を翻すと、ハルジー朝はデーヴァギリを攻撃し、ヤーダヴァ朝を完全に滅ぼしてその領土を併合し、ムスリムの長官を置いた。ハラパーラデーヴァの処刑は残酷を極め、ムバーラク・シャーはその生皮を剥ぎ取って殺害したと伝えられる。
そののち、1327年にトゥグルク朝のムハンマド・ビン・トゥグルクはデーヴァギリを「ダウラターバード」と改称して、デリーから遷都している。

## 文化
ヤーダヴァ朝の君主たちは学芸の保護者であったが、とくにシンガナ2世の孫マハーデーヴァのときに、有力な大臣ヘーマードリが自ら経典の注釈を多数著し、また多くの寺院を造らせて、ヘーマードリ様式とまで呼ばれる荘重で外面に彫刻を施さないという特色をもつ建築様式がうまれたことで知られる 。

## 歴代君主
※記述なしの君主は、上に記された君主の子であることを示す。
- ビッラマ5世（Bhilama V, 在位：1173年 - 1192年）
- ジャイトゥギ（Jaitugi, 在位：1192年 - 1200年）
- シンガナ2世（Singhana II, 在位：1200年 - 1247年）
- クリシュナ（Krishna, 在位：1247年 - 1261年）（シンガナ2世の孫）
- マハーデーヴァ（Mahadeva, 在位：1261年 - 1270年）（クリシュナの弟）
- アーマナ（Amana, 在位：1271年）
- ラーマチャンドラ（Ramachandra, 在位：1271年 - 1311年）（クリシュナの子、ラーマデーヴァ（Ramadeva）とも）
- シャンカラデーヴァ（Shankaradeva, 在位：1311年 - 1313年）（シンガナ3世（Singhana III）とも）
- ハラパーラデーヴァ（Harapaladeva, 在位：1313年 - 1317年）（ラーマチャンドラの娘婿）